# Hasle Herred

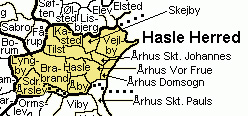
Hasle Herred

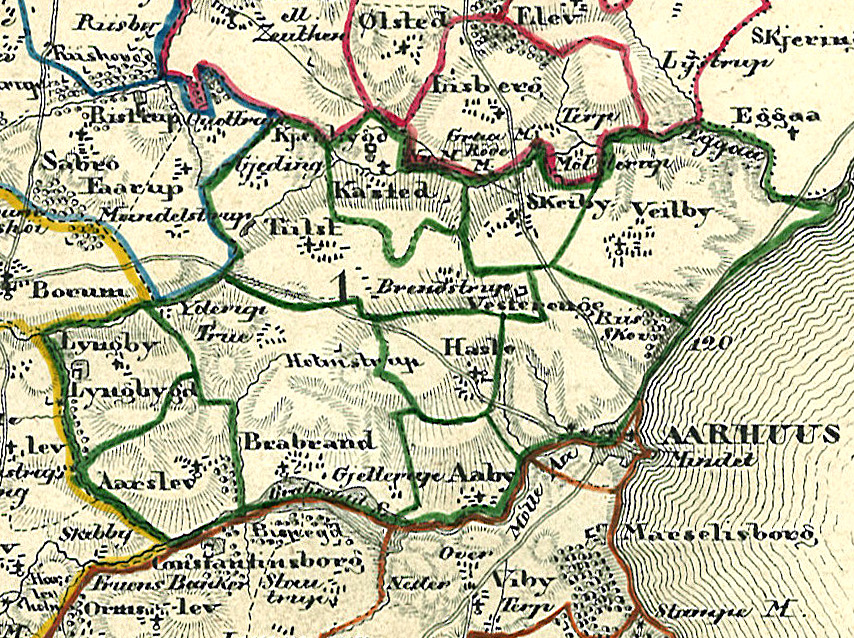
Hasle herred in 1826

Hasle Herred was een herred in het voormalige Århus Amt in Denemarken. Hasle wordt vermeld in Kong Valdemars Jordebog als Hasløghæreth. De herred ligt aan de noordzijde van de historische stad Aarhus. 

## Parochies
Oorspronkelijk omvatte Hasle negen parochies. Later werden ook de bestaande, en de later gestichte parochies binnen de stad bij Hasle genoemd. Daardoor is het aantal gestegen tot 24 parochies.
- Braband
- Christians
- Ellevang
- Gellerup
- Hasle
- Helligånds
- Kasted
- Langenæs
- Lyngby
- Møllevang
- Risskov
- Sankt Johannes
- Sankt Lukas
- Sankt Markus
- Sankt Pauls
- Skejby
- Skelager
- Skjoldhøj
- Sønder Årslev
- Tilst
- Vejlby
- Vor Frue
- Åby
- Århus Domsogn